# 高级公职人员犯罪调查处
高级公职人员犯罪调查处（韩语：／），簡稱公調處 （／），是韩国一個负责調查以及起诉高级官员或其直系亲属的獨立機關。包括現任及前任韓國國會議員、檢察官、法官、韓國總統及其配偶和子女在內的人員若有違反《刑法》、《律師法》、《政治資金法》、《國家情報院法》等法律的嫌疑，都是公調處的調查對象。若這些人員犯下的是諸如性骚扰等罪行，则交由韩国检察厅进行调查和起诉。 此外，高级公职人员犯罪调查处不仅有权调查，而且有权起訴韩国大法院长、检察总长、法官、检察官等所犯的罪行。如果正在调查的案件与其他调查机构的调查案件相冲突，其可以请求从其他调查机构接手该案件。 

## 历史

2020 年至 2022 年使用的高级公职人员犯罪调查处徽标

1996年，參與連帶在提交腐敗防止法立法请愿书中，首次提出了设立高级官员腐败调查办公室的建议，旨在建立一个调查高级公职人员腐败行为的新机构。该机构被纳入当时的反对党新政治民主联合的《反腐败法》并提交给国会。该法案第7章共14条，涉及检察院。另一方面，在1997年总统大选中获胜的金大中于1999年改组大检察厅中央调查部，试图成立公职人员腐败调查院。 但是，检察机关以设立高官腐败调查处将无法公正调查腐败为由提出异议，该提案于1998年12月10日被提议人撤回，最终在2001年制定的《反腐败法》中将设立高官腐败调查处的规定剔除。此后，在2002年总统选举中，朝野候选人盧武鉉和李会昌分别承诺设立高干腐败调查院，国会也于2002年提出辛基南方案，2004年提出政府方案，但随后检察总长宋光洙提出“旨在削弱检察权威”和“不如先砍掉我的脑袋”的怀疑，这些方案再次落空。 
2008年李明博政府上台后，执政的大国家党和政府试图设立常设特别检察院，取代高官腐败调查办公室。 但是，國民權益委員會委員長李在五提出，需要加强高级公职人员的廉洁审查，并提出设立与高级公职人员腐败调查处功能相同的组织 ，汝矣岛研究院院长陈秀熙也主张，为了制约检察机关的权限，在设立高级公职人员腐败调查处的同时，还应重新审视民间部门的起诉后管控方案。 国会也推动设立高官腐败调查室，并多次提出法案，但均未在国会获得通过。 李明博政府也曾有效反对设立高官腐败调查处，并宣布要引入常任特别检察官制度，但也以失败告终。
朴槿惠政府自上台以来，于2013年4月废除大检察厅中央调查部，2014年国会通过常任特别检察官及特別監察官法案，被批评为“权力的婢女”和“政治检察的温床”。然而，也有不少批评，例如，由于设立特别检察官仍需要国会半数以上议员的批准，因此该职位实际上并非常设职位，特别检察官的监察范围有限，并且总统被赋予了人事任命权。  2016年，在政府任期即将结束，陳炅準门、郑云浩（音）门、禹柄宇门等事件相继曝光的情况下，韩国在野党共同民主党和国民之党一致同意提出设立新的“高级公职人员犯罪调查处”的法案，以铲除检察官和高级公职人员中的腐败和不正当行为 虽然中央调查部被废除，但首尔中央地方检察厅因政治检察而陷入争议，而且特别监察长只有监察权，没有调查权和起诉权，局限性很明显。在此形势下，执政党内的一些非朴派系也开始支持设立高级公职人员犯罪调查处。 
朴槿惠弹劾案后，于2017年3月举行的提前大选的五位主要候选人中，文在寅、安哲秀、劉承旼、沈相奵四人支持设立高级公职人员犯罪调查处，只有前检察官洪準杓一人反对设立高级公职人员犯罪调查处。 大选后被任命为首任民政首席秘书官的曹國于5月11日表示，“高级公职人员犯罪调查处是从卢武铉时代就开始设立的，是文在寅当选后的竞选承诺和个人信念。高级公职人员犯罪调查处并非属于民政首席秘书官的职权范围，需要国会的协助”。 
2019年12月，韩国国会通过設立公調處的相關法案，相關法案于2020年7月生效。 然而，由于当时国民力量拒绝合作，没有提名自己应占的公调处负责人提名委员会成员，因此该委员会未能在法定期限2020年7月1日之前开始运作。 
2020年2月，韩国宪法法院同意审理在野党提交的有关该机构成立的意见。 2020年2月，人民力量党针对《检察院法》提出宪法请愿，声称检察院是违反宪法的国家机构，违反了权力分立原则。宪法法院于2021年1月裁定其符合宪法 ，指出“将其视为管辖全国的中央行政机构是适当的”，但“不能说设立不属于各行政部门的独立行政机构是宪法所禁止的”。 一个机关是否为中央行政机关，不应依政府组织法第二条第二项之规定以形式认定，而应依该机关实际行使之职权而定。 
2020年12月，公调处负责人提名委员会向文在寅总统推荐了两名候选人（最初均由律师协会会长推荐）。  2021年1月21日，前法官、金&张律师事务所律师金镇旭（音）被任命为公调处首任负责人。  2021年1月21日，公調處正式開始運作。
2021年3月4日，时任检察总长尹锡悦因反对设立公調處而決定辞职，他認為公調處分走了韩国检察厅過多的權力。

## 组织

### 独立机关
公调处是独立的行政机构。根据宪法法院的判决，虽然它是中央行政机构，但它是一个独立机构，不受总统或其他人的具体指挥或监督。  宪法法院的立场是，由于高级公职人员犯罪调查处受立法、行政和司法部门控制，因此不违反权力分立，并且由于高级公职人员的权力犯罪具有显著的负面连锁反应，因此调查高级公职人员的家人或退休人员不能被视为不合理的歧视。判决还指出，大韩民国宪法所规定的检察官申请逮捕令的权利，是由作为国家机关的检察官所持有，因此检察官不属于检察厅也没有问题。 
《高级公职人员犯罪调查处设置和运作法》第3条规定，高级公职人员犯罪调查处应独立履行高级公职人员犯罪等所需的以下职责：具体而言，指调查高级公职人员所犯的犯罪，以及起诉大法院院长、检察总长、法官和检察官、警司以上级别的警察所犯的犯罪及相关犯罪的职责。

### 处长的任命
公調處的首长由总统从提名委员会推荐的两名候选人中任命。该委员会由法务部长官、国家法院管理部部长、大韩律师协会会长以及另外四名成员组成，其中两名由执政党推荐，另一名由在野党推荐。  最初由于最终两名候选人中的任何一名都必须得到所有六名委员会成员的同意，因此由在野党推荐的两名委员会成员被认为对公調處负责人的选择拥有否决权。  在第一届提名委员会陷入僵局后，在野党推荐的两名委员对另外五名委员推荐的所有候选人行使否决权，执政党成功推动立法修正案，改变了这一状况。修订后的法案现在要求提名委员会仅从总共7票中获得5票（实际上取消了在野党的否决权）即可选出最后两名候选人。
法律规定最多有25名检察官，包括办公室主任和副主任。

## 对公调处设立的观点

### 文在寅政府
《高级公职人员犯罪调查处设置和运作法》通过后，时任青瓦台发言人高旼廷表示：“鉴于国民的愿望以及法案中所蕴含的权力制衡的民主主義的理想，这无疑是一个历史性的时刻。文在寅政府将竭尽全力，以诚意确保公调处能够满足权力制衡的现代要求。” 

### 支持设立
支持设立公调处的人强调，这是韩国宪法史上首次设立直接调查和起诉检察官犯罪的独立机构，意义重大，希望对过去垄断检察权、权力巨大的检察官权力形成强有力的制衡。 

### 反对设立
反对设立公调处的人则担心，高级公职人员犯罪调查处本身会成为绝对权力的机构，会成为维护政府的绝对权力机构，会破坏民主政治，带来黑暗时代。  日本记者鈴置高史评论称，公调处对总统极为有利，可以通过起诉威胁向法院和检察官施压，阻止对政府进行犯罪调查。他还表示，该法案通过的 “2019年12月30日” 将来将被记录为“大韩民国民主主义开始崩溃的一天”。 

## 对2024年韩国戒严的调查
2024年韓國戒嚴導致總統尹錫悅被彈劾後，公調處申请针对他的逮捕令，并获得了首尔西部地方法院的批准。此后，公調處負責抓捕尹錫悅 ，这是该国现任总统首次面临逮捕。
2025年1月3日，公調處第一次执行逮捕令，导致与总统警护处在总统官邸发生对峙。 
2025年1月15日，尹錫悅於韓國總統官邸遭公調處逮捕，成為韓國第一位在任期內被逮捕的總統。